# Quần đảo Bắc Cực thuộc Canada
Quần đảo Bắc Cực thuộc Canada (tiếng Anh: Canadian Arctic Archipelago), cũng gọi là Quần đảo Bắc Cực (tiếng Anh: Arctic Archipelago), là một quần đảo của Canada nằm ở phía bắc phần đại lục của đất nước này. Quần đảo nằm ở vùng cực bắc của Bắc Mỹ, có diện tích khoảng 1.424.500 km2 (550.000 dặm vuông Anh) và là quần đảo lớn thứ hai trên thế giới(sau quần đảo Mã Lai), quần đảo gồm có 36.563 đảo và bao gồm nhiều lãnh thổ của Miền Bắc Canada – hầu hết Nunavut và một phần của Các Lãnh thổ Tây Bắc.

## Lịch sử
Người Anh đã tuyên bố chủ quyền đối với quần đảo dựa trên các cuộc thám hiểm trong thập niên 1570 của Martin Frobisher. Chủ quyền của Canada, ban đầu (1870–80) chỉ trên các đảo thuộc vùng bồn địa Foxe, vịnh Hudson và eo biển Hudson, và Anh Quốc đã chuyển giao cho Canada các đảo còn lại vào năm 1880; Quận Franklin được thành lập vào năm 1895 và bao gồm hầu hết quần đảo; quận này bị giải thể khi thành lập Nunavut năm 1999. Canada tuyên bố rằng tất cả các tuyến đường thủy của Các hành lang Tây Bắc đều nằm trong vùng nội thủy của Canada; tuy nhiên Hoa Kỳ và hầu hết các quốc gia hàng hải khác lại nhìn nhận rằng chúng nằm trong vùng biển quốc tế.

## Địa lý

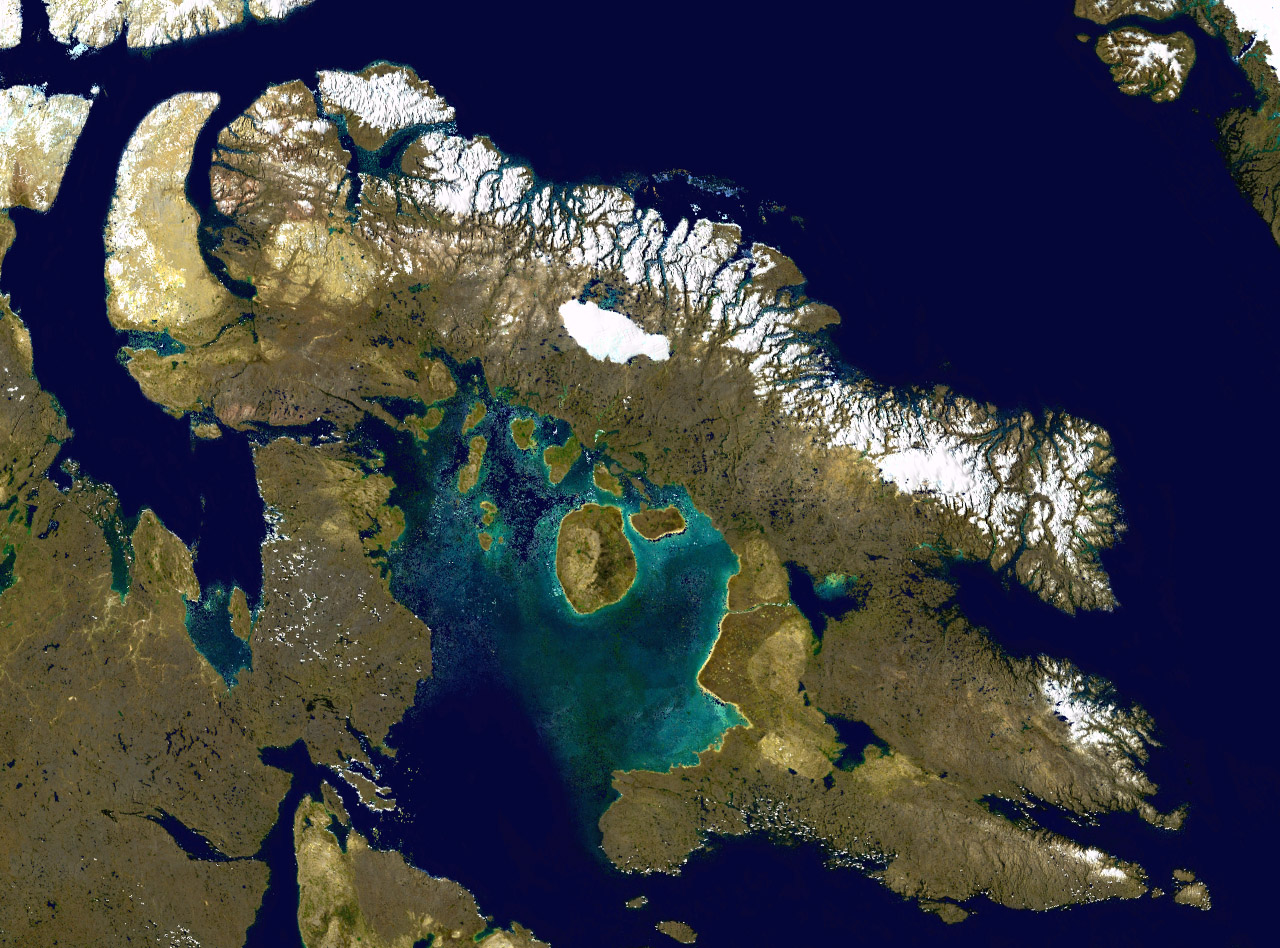
Ảnh vệ tinh đảo Baffin, hòn đảo lớn nhất về diện tích trong quần đảo Bắc Cực

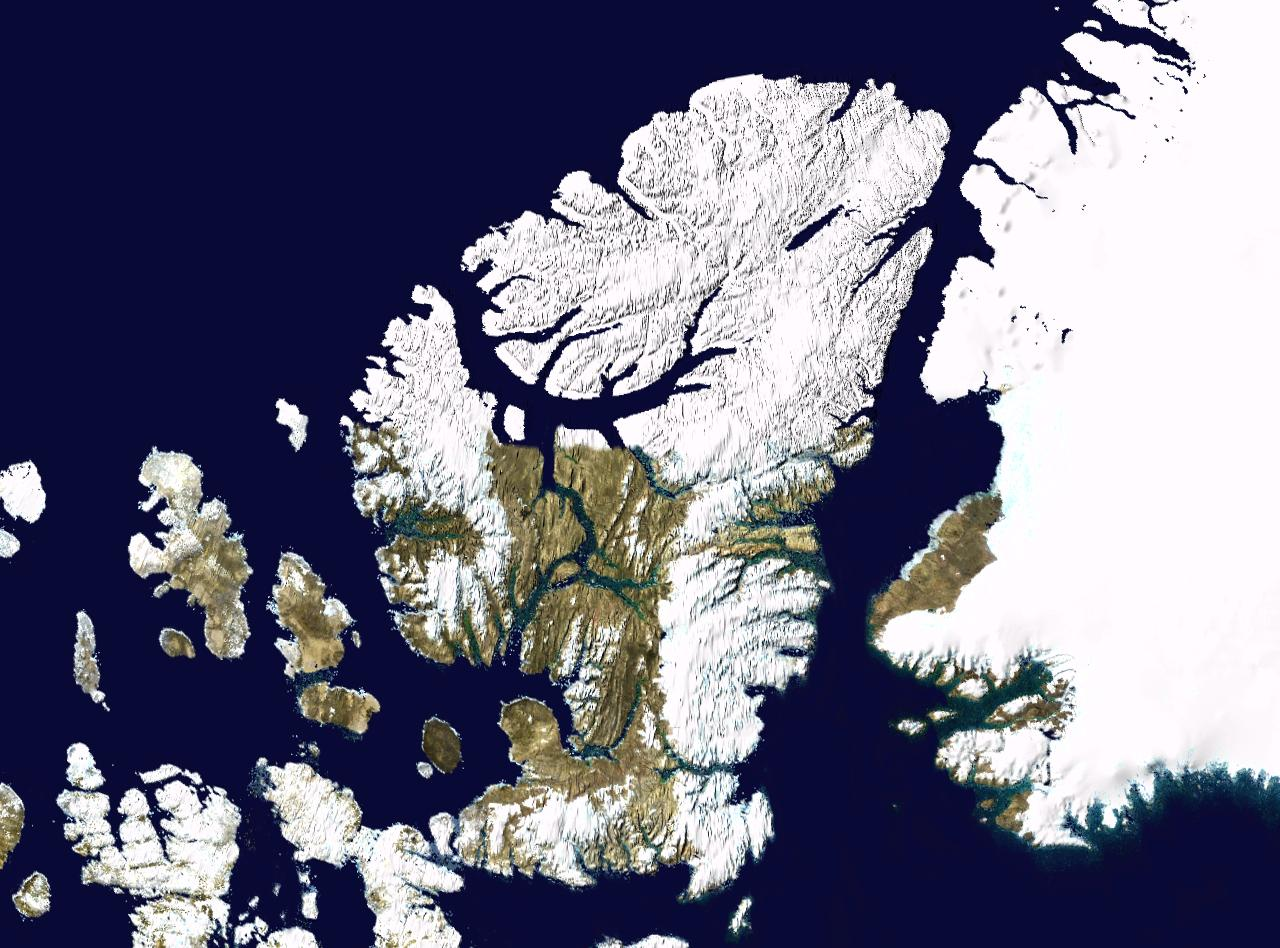
Ảnh vệ tinh dựng phim gồm đảo Ellesmere và các đảo lân cận, như đảo Axel Heiberg (bên trái Ellesmere). Greenland ở bên phải của ảnh.

Quần đảo trải dài khoảng 2.400 km (1.500 mi) theo chiều dọc và 1.900 km (1.200 mi) từ đại lục đến mũi Columbia, điểm cực bắc của đảo Ellesmere. Quần đảo bị giới hạn bởi biển Beaufort ở phía tây; ở phía tây bắc là Đại Tây Dương; phía đông là Greenland, vịnh Baffin và eo biển Davis; và ở phía nam là vịnh Hudson và đại lục Canada. Các hòn đảo bị tách rời khỏi nhau và với lục địa bằng một loạt các tuyến đường thủy được gọi chung là Hành lang Tây Bắc. Hai bán đảo lớn nhất, Boothia và Melville, kéo dài về phía bắc từ lục địa.
Sau Greenland, quần đảo là vùng đất cận Bắc Cực lớn nhất. Quần đảo có khí hậu Bắc Cực, địa hình quần đảo phần lớn là lãnh nguyên, còn lại là các khu vực đồi núi. Hầu hết các đảo không có cư dân sinh sống; các khu định cư đặc biệt nhỏ và thưa thớt, chủ yếu là các khu định cư của người Inuit tại vùng ven biển của các đảo phía nam.
Quần đảo bao gồm 36.563 đảo, 94 trong đó được phân loại là đảo chính với diện tích lớn hơn 130 km2 (50 dặm vuông Anh), tổng diện tích của quần đảo là khoảng 1.400.000 km2 (540.000 dặm vuông Anh). Những hòn đảo thuộc quần đảo có diện tích trên 10.000 km2 (3.900 dặm vuông Anh), theo thứ tự diện tích giảm dần là:
| Tên                 | Vị trí* | Diện tích                           | Hạng diện tích | Hạng diện tích | Dân số (2001) |
| Tên                 | Vị trí* | Diện tích                           | Thế giới       | Canada         | Dân số (2001) |
| ------------------- | ------- | ----------------------------------- | -------------- | -------------- | ------------- |
| đảo Baffin          | NU      | 507.451 km2 (195.928 dặm vuông Anh) | 5              | 1              | 9.563         |
| đảo Victoria        | NT, NU  | 217.291 km2 (83.897 dặm vuông Anh)  | 9              | 2              | 1.707         |
| đảo Ellesmere       | NU      | 196.236 km2 (75.767 dặm vuông Anh)  | 10             | 3              | 168           |
| đảo Banks           | NT      | 70.028 km2 (27.038 dặm vuông Anh)   | 24             | 5              | 114           |
| đảo Devon           | NU      | 55.247 km2 (21.331 dặm vuông Anh)   | 27             | 6              | 0             |
| đảo Axel Heiberg    | NU      | 43.178 km2 (16.671 dặm vuông Anh)   | 32             | 7              | 0             |
| đảo Melville        | NT, NU  | 42.149 km2 (16.274 dặm vuông Anh)   | 33             | 8              | 0             |
| đảo Southampton     | NU      | 41.214 km2 (15.913 dặm vuông Anh)   | 34             | 9              | 721           |
| đảo Prince of Wales | NU      | 33.339 km2 (12.872 dặm vuông Anh)   | 40             | 10             | 0             |
| đảo Somerset        | NU      | 24.786 km2 (9.570 dặm vuông Anh)    | 46             | 12             | 0             |
| đảo Bathurst        | NU      | 16.042 km2 (6.194 dặm vuông Anh)    | 54             | 13             | 0             |
| đảo Prince Patrick  | NT      | 15.848 km2 (6.119 dặm vuông Anh)    | 55             | 14             | 0             |
| đảo King William    | NU      | 13.111 km2 (5.062 dặm vuông Anh)    | 61             | 15             | 960           |
| đảo Ellef Ringnes   | NU      | 11.295 km2 (4.361 dặm vuông Anh)    | 69             | 16             | 0             |
| đảo Bylot           | NU      | 11.067 km2 (4.273 dặm vuông Anh)    | 72             | 17             | 0             |

* NT = Các Lãnh thổ Tây Bắc, NU = Nunavut

## Bản đồ liên kết đến các đảo
| - King Christianmap 1 - Bordenmap 2 - Lougheedmap 3 - Brockmap 4 - Mackenzie Kingmap 5 - Helenamap 6 - Cameronmap 7 - Emeraldmap 8 - Prince Patrickmap 9 - Île Vaniermap 10 - Eglintonmap 11 - Alexandermap 12 - Bathurstmap 13 - Melvillemap 14 - Byam Martinmap 15 - Banksmap 16 - Stefanssonmap 17 - Russellmap 18 - Prince of Walesmap 19 - Prescottmap 20 - Somersetmap 21 - Victoriamap 22 - King Williammap 23 - Mattymap 24 - Walesmap 25 - Belchermap 26 - Longmap 27 - Akimiskimap 28 - Charltonmap 29 | Reference map of Canadian Arctic Archipelago | - Ellesmeremap 30 - Meighenmap 31 - Axel Heibergmap 32 - Ellef Ringnesmap 33 - Amund Ringnesmap 34 - Cornwallmap 35 - Grahammap 36 - North Kentmap 37 - Baillie-Hamiltonmap 38 - Little Cornwallismap 39 - Cornwallismap 40 - Devonmap 41 - Bylotmap 42 - Baffinmap 43 - Jens Munkmap 44 - Kochmap 45 - Braymap 46 - Rowleymap 47 - Foleymap 48 - Air Forcemap 49 - Prince Charlesmap 50 - Vansittartmap 51 - Whitemap 52 - Southamptonmap 53 - Resolutionmap 54 - Loksmap 55 - Akpatokmap 56 - Bigmap 57 - Salisburymap 58 - Nottinghammap 59 - Manselmap 60 - Coatsmap 61 |

Các đảo không thể hiện trên bản đồ
| - Beecheymap 62 - Duke of Yorkmap 63 - Gatesheadmap 64 - Haig-Thomasmap 65 - Hansmap 66 - Killiniqmap 67 | - Jenny Lindmap 68 - Ottawamap 69 - Prince Leopoldmap 70 - Skraelingmap 71 - Trodeleymap 72 - Westonmap 73 |

## Tọa độ
| - ^map 1 đảo King Christian Island, 77°45′B 102°00′T / 77,75°B 102°T - ^map 2 đảo Borden, 78°33′B 111°10′T / 78,55°B 111,167°T - ^map 3 đảo Lougheed, 77°24′B 105°15′T / 77,4°B 105,25°T - ^map 4 đảo Brock, 77°51′B 114°27′T / 77,85°B 114,45°T - ^map 5 đảo Mackenzie King, 77°43′B 111°57′T / 77,717°B 111,95°T - ^map 6 đảo Helena, 76°40′B 101°00′T / 76,667°B 101°T - ^map 7 đảo Cameron, 77°48′B 101°51′T / 77,8°B 101,85°T - ^map 8 đảo Emerald, 76°48′B 114°07′T / 76,8°B 114,117°T - ^map 9 đảo Prince Patrick, 76°45′B 119°30′T / 76,75°B 119,5°T - ^map 10 Île Vanier, 76°10′B 103°15′T / 76,167°B 103,25°T - ^map 11 đảo Eglinton, 75°46′B 118°27′T / 75,767°B 118,45°T - ^map 12 đảo Alexander, 75°52′B 102°37′T / 75,867°B 102,617°T - ^map 13 đảo Bathurst, 75°46′B 099°47′T / 75,767°B 99,783°T - ^map 14 đảo Melville, 75°30′B 111°30′T / 75,5°B 111,5°T - ^map 15 đảo Byam Martin, 75°12′B 104°17′T / 75,2°B 104,283°T - ^map 16 đảo Banks, 73°00′B 121°30′T / 73°B 121,5°T - ^map 17 đảo Stefansson, 73°30′B 105°30′T / 73,5°B 105,5°T - ^map 18 đảo Russell, 74°00′B 098°25′T / 74°B 98,417°T - ^map 19 đảo Prince of Wales, 72°36′B 098°32′T / 72,6°B 98,533°T - ^map 20 đảo Prescott, 73°03′B 096°49′T / 73,05°B 96,817°T - ^map 21 đảo Somerset, 73°15′B 093°30′T / 73,25°B 93,5°T - ^map 22 đảo Victoria, 71°00′B 110°00′T / 71°B 110°T - ^map 23 đảo King William, 68°58′B 097°14′T / 68,967°B 97,233°T - ^map 24 đảo Matty, 69°28′B 095°40′T / 69,467°B 95,667°T | - ^map 25 đảo Wales, 68°01′B 086°40′T / 68,017°B 86,667°T - ^map 26 quần đảo Belcher, 56°20′B 079°30′T / 56,333°B 79,5°T - ^map 27 đảo Long, 54°52′B 079°25′T / 54,867°B 79,417°T - ^map 28 đảo Akimiski, 53°00′B 081°20′T / 53°B 81,333°T - ^map 29 đảo Charlton, 52°00′B 079°26′T / 52°B 79,433°T - ^map 30 đảo Ellesmere, 79°49′B 078°00′T / 79,817°B 78°T - ^map 31 đảo Meighen, 79°59′B 099°30′T / 79,983°B 99,5°T - ^map 32 đảo Axel Heiberg, 79°26′B 090°46′T / 79,433°B 90,767°T - ^map 33 Ellef Ringnes Island, 78°37′B 101°56′T / 78,617°B 101,933°T - ^map 34 đảo Amund Ringnes, 78°19′B 096°25′T / 78,317°B 96,417°T - ^map 35 đảo Cornwall, 77°37′B 094°52′T / 77,617°B 94,867°T - ^map 36 đảo Graham, 77°26′B 090°30′T / 77,433°B 90,5°T - ^map 37 đảo North Kent, 76°40′B 090°15′T / 76,667°B 90,25°T - ^map 38 đảo Baillie-Hamilton, 75°53′B 094°35′T / 75,883°B 94,583°T - ^map 39 đảo Little Cornwallis, 75°30′B 096°30′T / 75,5°B 96,5°T - ^map 40 đảo Cornwallis, 75°05′B 095°00′T / 75,083°B 95°T - ^map 41 đảo Devon, 75°15′B 088°00′T / 75,25°B 88°T - ^map 42 đảo Bylot, 73°13′B 078°34′T / 73,217°B 78,567°T - ^map 43 đảo Baffin, 69°00′B 072°00′T / 69°B 72°T - ^map 44 đảo Jens Munk, 69°40′B 079°40′T / 69,667°B 79,667°T - ^map 45 đảo Koch, 69°35′B 078°20′T / 69,583°B 78,333°T - ^map 46 đảo Bray, 69°20′B 077°00′T / 69,333°B 77°T - ^map 47 đảo Rowley, 69°05′B 078°52′T / 69,083°B 78,867°T - ^map 48 đảo Foley, 68°30′B 075°00′T / 68,5°B 75°T | - ^map 49 đảo Air Force, 67°58′B 074°05′T / 67,967°B 74,083°T - ^map 50 đảo Prince Charles, 67°45′B 076°00′T / 67,75°B 76°T - ^map 51 đảo Vansittart, 65°50′B 084°00′T / 65,833°B 84°T - ^map 52 đảo White, 65°46′B 084°53′T / 65,767°B 84,883°T - ^map 53 đảo Southampton, 64°30′B 084°30′T / 64,5°B 84,5°T - ^map 54 đảo Resolution, 61°35′B 065°00′T / 61,583°B 65°T - ^map 55 đảo Loks Land, 62°26′B 064°38′T / 62,433°B 64,633°T - ^map 56 đảo Akpatok, 60°25′B 068°08′T / 60,417°B 68,133°T - ^map 57 đảo Big, 62°43′B 070°43′T / 62,717°B 70,717°T - ^map 58 đảo Salisbury, 63°35′B 077°00′T / 63,583°B 77°T - ^map 59 đảo Nottingham, 63°17′B 077°55′T / 63,283°B 77,917°T - ^map 60 đảo Mansel, 62°00′B 079°50′T / 62°B 79,833°T - ^map 61 đảo Coats, 62°35′B 082°45′T / 62,583°B 82,75°T - ^map 62 đảo Beechey, 74°43′B 091°51′T / 74,717°B 91,85°T - ^map 63 quần đảo Duke of York, 68°15′B 112°30′T / 68,25°B 112,5°T - ^map 64 đảo Gateshead, 70°35′B 100°25′T / 70,583°B 100,417°T - ^map 65 đảo Haig-Thomas, 78°15′B 094°30′T / 78,25°B 94,5°T - ^map 66 đảo Hans, 80°49′B 066°27′T / 80,817°B 66,45°T - ^map 67 đảo Killiniq, 60°22′B 064°37′T / 60,367°B 64,617°T - ^map 68 đảo Jenny Lind, 68°43′B 101°58′T / 68,717°B 101,967°T - ^map 69 quần đảo Ottawa, 59°34′B 080°16′T / 59,567°B 80,267°T - ^map 70 đảo Prince Leopold, 74°01′B 090°04′T / 74,017°B 90,067°T - ^map 71 đảo Skraeling, 78°55′B 075°40′T / 78,917°B 75,667°T - ^map 72 đảo Trodely, 52°14′B 079°26′T / 52,233°B 79,433°T - ^map 73 đảo Weston, 52°32′B 079°35′T / 52,533°B 79,583°T |